# IK Sirius Fotboll
IK Sirius er en svensk fodboldklub fra Uppsala, der spiller i den svenske række, Allsvenskan.

## Danske spillere
- Marcus Mathisen
- Magnus Kaastrup